# Les Sœurs étrangères
Pour plus de détails, voir Fiche technique et Distribution.
Les Sœurs étrangères (en persan : خواهران غریب, Khaharan-e gharib) est un film iranien de Kiumars Pourahmad, et une adaptation du roman Deux pour une d’Erich Kästner, sorti en 1995.

## Synopsis
Deux camarades de classe, Nargues et Nasrin, se rencontrent dans une fête d’école. Elles apprennent qu’elles sont, en fait, des jumelles. Leur père compositeur s’est séparé de leur mère tailleur sans leur dire un mot de tout ça. Une des deux fillettes vivait avec leur mère et l’autre avec leur père. 
À la suite de cette rencontre, Nargues et Nasrin décident de changer leur place. Certes, les parents ne se rendent compte de rien à cause de la ressemblance des jumelles. Le père a décidé de se marier avec sa collègue, Soraya. Les deux filles décident d’empêcher de ce mariage et de faire en sorte que leurs parents se remarient. Elles feignent leur disparition en se cachant chez la grand-mère.
Les parents courent à les chercher partout. Les vingt-quatre heures de recherche les rapprochent au point de laisser tomber tous leurs différends et lorsqu’ils retrouvent les jumelles chez la grand-mère, la famille se réunit de nouveau comme les filles le souhaitaient.

## Fiche technique
- Titre : Les Sœurs étrangères
- Titre original: خواهران غریب (Khaharan-e gharib)
- Réalisateur : Kiumars Pourahmad
- Scénaristes : Asghar Abdolahi, Kiumars Pourahmad
- Musique : Nasser Cheshmazar
- Durée: 100 minutes
- Année de sortie : 1995
- Pays :  Iran
- Langue : Persan

## Distribution
- Khosro Shakibai
- Afsaneh Bayegan
- Parvin Dokht Yazdanian
- Laden Tabatabei
- Elaheh Alahyari
- Elham Alahyari